# ジョニー黒木のショウアップナイターマンデースペシャル
ジョニー黒木のショウアップナイターマンデースペシャル（ジョニーくろきのショウアップナイターマンデースペシャル）は、ニッポン放送で2009年度の日本プロ野球シーズン中（4-9月）の月曜ナイターがない日に放送される黒木知宏が司会を務めるプロ野球情報トーク番組である。
アシスタントは、ニッポン放送の煙山光紀アナウンサー。

## 概要
- 黒木がこの1週間のプロ野球の話題について熱弁する80分間。
- 月曜日のナイターがない日の17時30分から18時50分に放送する。
- 松井秀喜 ワールドチャンピオンへの道を内包
- 同年度よりショウアップナイターで始まった新企画「ストロングプレイヤー!」はこの番組でも実施され、ここではプロ野球にまつわるクイズに答えてプレゼントに応募することになる（中継のある日は、その試合で最も活躍した選手を当てる）。
- 2010年以降のナイターがない日の「まいにちとことんプロ野球」でも、黒木が担当する日は煙山とコンビを組むことが多い。

| ニッポン放送 ショウアップナイターマンデースペシャル             | ニッポン放送 ショウアップナイターマンデースペシャル          | ニッポン放送 ショウアップナイターマンデースペシャル                                           |
| 前番組                                                          | 番組名                                                       | 次番組                                                                                        |
| --------------------------------------------------------------- | ------------------------------------------------------------ | --------------------------------------------------------------------------------------------- |
| 2007年・2008年 松本ひでおと長谷川滋利の やっぱり、野球は面白い! | 2009年 ジョニー黒木の ショウアップナイターマンデースペシャル | 2010年 ショウアップナイタースペシャル まいにちとことんプロ野球 ※ナイターのない火 - 土曜も放送 |